# Philofix
Philofix är ett barn- och ungdomsprogram som började sändas i SVT 4 december 2007. Serien skapades av Marie Lundberg och Linus Torell. Programledaren Philomène Grandin pysslar i varje avsnitt. Programledarskapet togs, efter 97 program, över av Rakel Wärmländer. Programmet riktar sig till 7–13-åringar. Serien produceras av produktionsbolaget Svenska Barnprogram.